# Broindon
Broindon ist eine französische Gemeinde mit 197 Einwohnern (Stand 1. Januar 2022) im Département Côte-d’Or in der Region Bourgogne-Franche-Comté (vor 2016 Bourgogne); sie gehört zum Arrondissement Beaune und zum Kanton Nuits-Saint-Georges.

## Geographie
Broindon liegt etwa 14 Kilometer südlich von Dijon. Umgeben wird Broindon von den Nachbargemeinden Gevrey-Chambertin im Nordwesten und Norden, Barges im Norden und Nordosten, Noiron-sous-Gevrey im Osten, Savouges im Südosten, Épernay-sous-Gevrey im Süden, Gilly-lès-Cîteaux im Südwesten sowie Saint-Philibert im Westen und Nordwesten.

## Bevölkerung
| Jahr                       | 1962 | 1968 | 1975 | 1982 | 1990 | 1999 | 2010 | 2019 |
| Einwohner                  | 30   | 41   | 42   | 62   | 71   | 61   | 122  | 198  |
| Quellen: Cassini und INSEE |      |      |      |      |      |      |      |      |

## Sehenswürdigkeiten
- Kirche Saint-Léger
- Schloss Broindon